# Spartak (Saràtov)
|  | Per a altres significats, vegeu «Spartak». |

Spartak (en rus: Спартак) és un poble de l'óblast de Saràtov, a Rússia, segons el cens del 2010 tenia 766 habitants. Pertany al districte municipal de Mokroús.